# Ukraiinka, Tokmak
Ukraiinka (în ucraineană Українка) este un sat în comuna Novomîkolaiivka din raionul Tokmak, regiunea Zaporijjea, Ucraina.

## Demografie
Componența lingvistică a localității Ukraiinka
     Ucraineană (84,17%)
     Rusă (15,83%)
Conform recensământului din 2001, majoritatea populației localității Ukraiinka era vorbitoare de ucraineană (84,17%), existând în minoritate și vorbitori de rusă (15,83%).